# Caproni Ca.13
Il Caproni Ca.13 fu il tredicesimo modello di aeroplano progettato e costruito dal pioniere dell'aviazione trentino Gianni Caproni. Si trattava di un monoplano monomotore biposto caratterizzato da una configurazione moderna, con elica traente e impennaggi in coda, che volò per la prima volta nel giugno 1912.

## Storia del progetto
Il Caproni Ca.13 fu il sesto modello di monoplano costruito da Gianni Caproni nell'officina che egli, in collaborazione con l'ingegnere Agostino De Agostini e con l'aviatore Gherardo Baragiola, aveva avviato presso Vizzola Ticino nella prima metà del 1911.

## Tecnica
Basato, nella sua concezione generale, sul Blériot XI con cui Louis Blériot aveva compiuto la prima trasvolata del canale della Manica nel 1909, il Ca.13 era piuttosto simile al Ca.8 che era stato il primo della generazione dei monoplani Caproni costruiti a Vizzola. Era un moderno monoplano ad ala alta con struttura in legno e rivestimento in tela, dotata di un sistema di svergolamento alare per il controllo del rollio e rinforzata da tiranti metallici collegati alla fusoliera e a una struttura apposita collocata al di sopra di essa; la fusoliera era basata su una struttura in legno a traliccio, a sua volta rinforzata da cavi metallici, ed era ricoperta in tela solo per la metà anteriore; la stessa struttura in legno con rivestimento in tela caratterizzava gli impennaggi. Il carrello, fisso, era composto da due ruote anteriori con pattini anti-cappottata e da un altro pattino, più piccolo, in coda. Il Ca.13, come il Ca.12 da cui era direttamente derivato, era un biposto con i due abitacoli disposti "in tandem" (cioè uno dietro l'altro); il motore era un radiale Anzani capace di sviluppare una potenza di 70 CV. Il Ca.13 si differenziava dall'immediato predecessore per la diversa curvatura delle ali e per i diversi rapporti tra le aree delle superfici anteriori e posteriori.

## Impiego operativo
Il Ca.13 era un monoposto concepito per l'addestramento e per impieghi sperimentali in ambito militare. Volò per la prima volta intorno alla metà del 1912 (probabilmente l'11 giugno) e dimostrò presto ottime caratteristiche soprattutto in termini di velocità, raggiungendo nel corso di un volo di prova i 129,900 km/h.

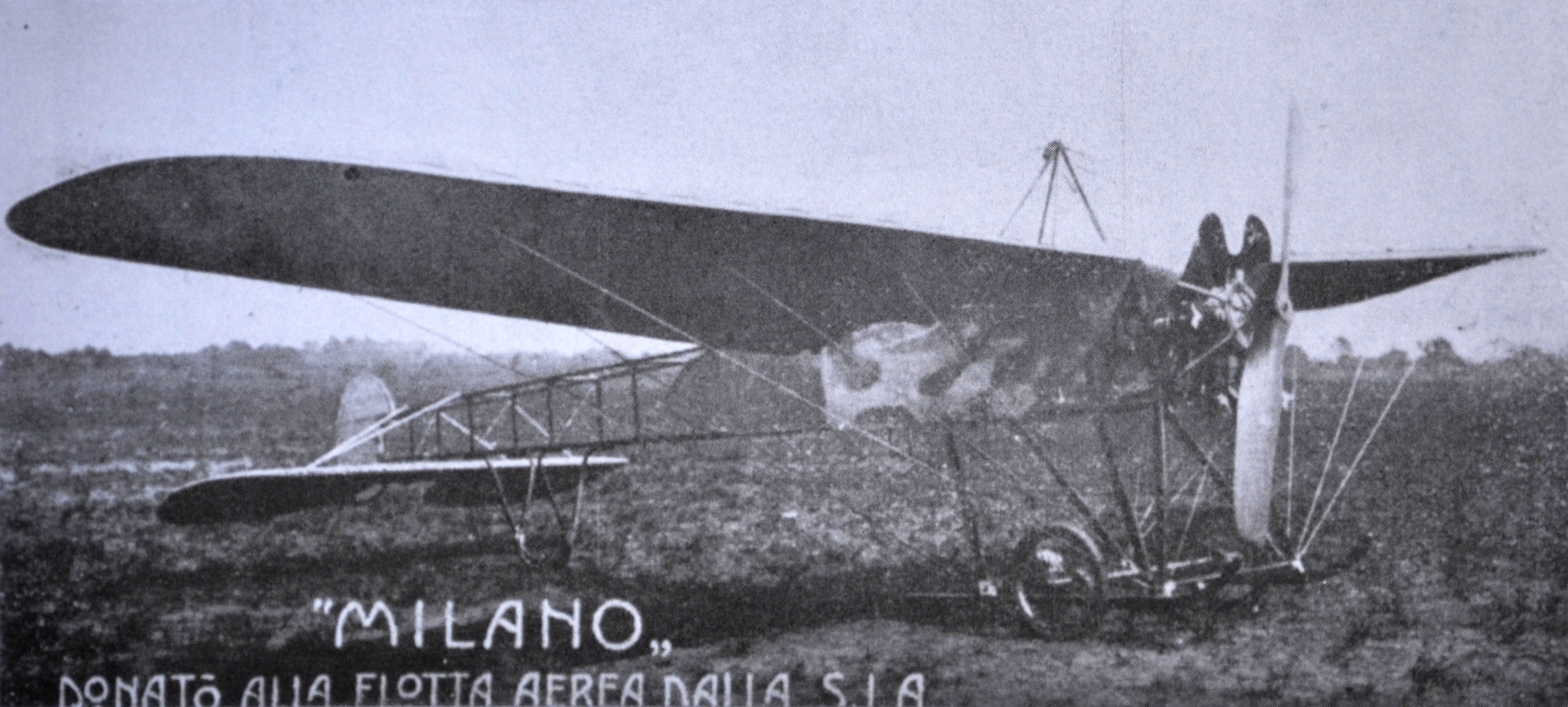
Il Caproni Ca.13 "Milano I" che venne consegnato alla Società Italiana di Aviazione il 12 luglio 1912.

Nel frattempo, il 20 maggio, Caproni aveva preso accordi con la Società Italiana di Aviazione (S.I.A.) per la fornitura di un Caproni Ca.13 in modo che essa, a sua volta, potesse offrirlo al Regio Esercito. Grazie a tale accordo economico, Caproni (che era in ristrettezze finanziarie) poté procurarsi un Anzani da 70-80 CV, un motore particolarmente potente e costoso. Tuttavia, venendo a sapere di una gara internazionale di aviazione che si sarebbe tenuta a Vienna, egli chiese e ottenne di posticipare la consegna dell'aereo alla S.I.A. in modo da far partecipare il nuovo velivolo alla competizione; come pilota venne scelto Enrico Cobioni, che si era già distinto battendo una serie di record nazionali e mondiali con i modelli Caproni precedenti.
Giunti ad Aspern, presso Vienna, nella seconda metà di giugno, il Ca.13 e il suo pilota diedero buona prova specialmente per quanto riguardava la velocità; tuttavia, il 27 giugno, verso la fine della gara Wiener Neustadt-Aspern, il motore andò in panne e Cobioni, che pure si trovava tra i primi alla testa della corsa, fu costretto a un atterraggio di fortuna; non ci furono conseguenze, ma la gara si concluse per la squadra Caproni con un nulla di fatto.
Contemporaneamente, a Vizzola Ticino, veniva approntato un altro esemplare di Ca.13 per soddisfare la richiesta della S.I.A. L'aereo fu pronto per il collaudo il 12 luglio 1912 e, in quella data, si tenne presso le officine Caproni una sorta di festa, una celebrazione pubblica per la consegna de nuovo aereo alla quale intervenne una folla di curiosi, giornalisti, sportivi e militari. L'aereo, battezzato "Milano I" con la tradizionale cerimonia navale della rottura di una bottiglia, decollò senza problemi sia con a bordo il solo Cobioni, sia con un passeggero nell'abitacolo posteriore. Anche la signora che aveva battezzato il velivolo, la marchesa Diana Crespi, fu portata in volo da Cobioni. Anche la prova in quota ebbe successo; tuttavia, alcuni giorni più tardi, mentre il Ca.13 veniva sottoposto a una prova di durata in volo, il motore si ruppe nello stesso modo in cui si era rotto quello dell'aereo portato a Vienna; entrambi vennero allora sostituiti, e i velivoli vennero dotati di motori da 60 CV.
In seguito, comunque, l'ordine dato dal comando del Battaglione Aviatori del Servizio Aeronautico di far addestrare tutti i piloti militari in scuole militari (il quale ridusse di molto l'attività della scuola civile di Caproni) e l'allontanamento di Cobioni (che, tornando in Svizzera in cerca di più cospicui guadagni, privò Caproni del suo pilota più esperto e dell'unico che avesse pilotato aerei con potenza maggiore di 35 CV) fecero sì che l'attività della ditta Caproni si riducesse molto; la situazione rimase stagnante per il resto dell'estate del 1912.